# Werner Seiss
Werner Seiss (* im 20. Jahrhundert) ist ein deutscher Pianist, Dirigent und Musikpädagoge.
Seiss studierte an der Musikakademie Wien Dirigieren bei Hans Swarowsky. Er setzte seine Ausbildung in Salzburg und Rom fort und besuchte Meisterklassen von Bruno Maderna und Herbert von Karajan. Danach wirkte er als Dirigent des Salzburger Internationalen Sinfonieorchesters und Pianist bei Radio Wien. 1968 wurde er Chefdirigent des Continuum Ensemble. Er trat als Gastdirigent an der Kölner Philharmonie, der Mailänder Scala und an den Opernhäusern in Bologna, Messina und Sydney auf und wirkte als Pianist und Dirigent an Rundfunk- und Plattenaufnahmen mit.
Weiterhin unterrichtete Seiss an der TU Dortmund und leitete das Dortmunder Ensemble für Neue Musik und von 1998 bis 2013 das Sinfonieorchester der Technischen Universität. Zu seinen Schülern zählen u. a. Hans-Joachim Heßler, Elmar Witt, Christian Strohmann und Martin Pohl-Hesse.

## Quelle
- TU Dortmund - Programmheft mit Kurzbiografie

| Personendaten    | Personendaten                                 |
| ---------------- | --------------------------------------------- |
| NAME             | Seiss, Werner                                 |
| KURZBESCHREIBUNG | deutscher Pianist, Dirigent und Musikpädagoge |
| GEBURTSDATUM     | 20. Jahrhundert                               |